# エリック・モラレス
エリック・モラレス（Erik Morales、1976年9月1日 - ）は、メキシコのプロボクサー。バハ・カリフォルニア州ティフアナ出身。元WBC世界スーパーバンタム級王者。元WBC世界フェザー級王者。元WBC・IBF世界スーパーフェザー級統一王者。元WBC世界スーパーライト級王者。世界4階級制覇王者。
弟は元WBO世界スーパーフライ級王者のディエゴ・モラレス、末弟はイバン・モラレス。

## 来歴
1993年3月29日、16歳でプロデビュー（2RKO勝ち）。
1994年12月29日、ホセ・バルデスを8RTKOで倒しWBCムンドヒスパノスーパーバンタム級王座を獲得した（同王座は2度防衛）。
1995年4月21日、エンリケ・フピテルを6RTKOで下し メキシコスーパーバンタム級王座を獲得した（同王座は2度防衛）。
1996年7月14日、フアン・ルイス・トーレスを12R判定で下し、NABF北米スーパーバンタム級王座を獲得した（同王座は5度防衛）。
1997年9月6日、辰吉丈一郎を2度下したことのある、ダニエル・サラゴサ（メキシコ）に11RTKO勝ちでWBC世界スーパーバンタム級王座獲得に成功。サラゴサはこの試合を最後に現役を退いたため引導を渡すという結果となった。
1997年12月12日、メキシコ・バハ・カリフォルニア州ティフアナのオーディトリオ・ナシオナルにてジョン・ロウィーを相手に初防衛戦を行い、ロウィー側が7回終了時のインターバル中に棄権したため、結果7回終了時TKO勝利となり初防衛に成功した。
1998年4月3日、レミヒオ・モリナ（アルゼンチン）を相手に2度目の防衛戦を行い、6回TKO勝利を収め2度目の防衛に成功した。
1998年5月16日、元WBC世界スーパーフライ級王者のホセ・ルイス・ブエノと対戦し、2回KO勝利で3度目の防衛に成功した。
1998年9月12日、元WBA世界バンタム級王者で元WBO世界スーパーバンタム級王者の2階級制覇王者ジュニア・ジョーンズ（アメリカ合衆国）と対戦し、4回にジョーンズからダウンを奪うと、チャンスとみるやそこから一気に畳み掛けレフリーストップを呼び込み4回TKO勝利となり4度目の防衛に成功した。
1999年2月13日、アメリカ・ネバダ州ラスベガスにあるトーマス&マック・センターにて、同級10位のアンヘル・チャコン（プエルトリコ）と対戦し、2回にロープ際まで相手を詰めると右フックからの連打を当て相手がロープの外に飛び出るという強烈なKOを飾り2回KO勝利で5度目の防衛に成功した。
1999年5月8日、ラスベガス・ヒルトンにてファン・カルロス・ラミレス（アルゼンチン）を相手に6度目の防衛戦を行い、9回終了時TKO勝利で6度目の防衛に成功した。
1999年7月31日、プラザ・デ・トロスにてレイナンテ・ハミリ（フィリピン）と対戦し、6回TKO勝ちで7度目の防衛に成功した。
1999年10月22日、アメリカ・ミシガン州デトロイトにあるジョー・ルイス・アリーナにて、薬師寺保栄から王座を奪った元WBC世界バンタム級王者のウェイン・マッカラー（アイルランド）と対戦し、判定までもつれたものの3-0(116-112、116-112、118-110)の判定勝利を収め8度目の防衛に成功した。
2000年2月19日、9回目の防衛戦では同じくメキシコ人として人気を二分するライバルWBO世界スーパーバンタム級王者マルコ・アントニオ・バレラとマンダレイ・ベイにてWBC・WBO世界スーパーバンタム級王座統一戦を行う。序盤から互いに打って出る打撃戦を展開。両者いつ倒れてもおかしくないような壮絶な打ち合いの果てに、最終ラウンドついにモラレスが痛恨のダウン。しかし結果は2-1（114-113、113-114、115-112）の判定勝ちでモラレスに軍配。この判定には世界中で賛否両論が沸き起こった。この試合は2000年度のリングマガジン ファイト・オブ・ザ・イヤー（年間最高試合賞）に選出されるなど歴史的な熱戦として軽量級の枠組みを超えて名勝負として広く認知された。なお、WBOはこの試合の判定は間違っているとして、バレラの判定負けを認めずバレラを再び王者に認定することになる。その後、モラレスはフェザー級に転級するために9度防衛したWBC世界スーパーバンタム級王座を返上した。
2000年9月2日、テキサス州エルパソにあるドン・ハスキンス・コンベンション・センターにてWBC世界フェザー級暫定王座決定戦に出場し、元WBC世界フェザー級正規王者のケビン・ケリー（アメリカ）と対戦し7回TKOで下し、WBC世界フェザー級暫定王座を獲得、暫定ながら2階級制覇を達成した。
2001年2月17日、正規王者グティ・エスパダス・ジュニアとの王座統一戦に挑み3-0の判定勝ちで王座統一に成功し正規王者となった。
2001年7月28日、ロサンゼルス・ダウンタウンにあるステイプルズ・センターにて後にWBC世界フェザー級王者となる池仁珍（韓国）と対戦し、序盤は相手のダーティーファイトに少し苦戦するがその後は立て直していきKOは逃すものの3-0の判定勝ちを収め正規王座は初、暫定王座から数えて2度目の防衛に成功した。
2002年6月22日、3度目の防衛戦で、同じくフェザー級に階級を上げ無敗王者のナジーム・ハメドを倒し勢いに乗っているマルコ・アントニオ・バレラと2階級をまたいでの再戦。前回とは反対に技術戦になった。リーチとテクニックに勝るモラレスが前半は優勢に進め、スタミナの消耗を待って後半手数を増やしたバレラが盛り返すという冷静なしのぎ合いの展開になり、0-3の僅差判定負けでバレラに雪辱を許す形となった。モラレはキャリア初の敗北となり連勝も41でついに止まり、WBC世界フェザー級王座から陥落した。ジャッジの採点は、序盤アウトボクシングでは優勢かに見えたモラレスの点は伸びておらず、この試合も前回同様に判定結果に賛否両論が起こった。ただし試合内容自体は僅差であったことは多くの評論家の間でも一致している。
2002年11月16日、ラスベガスにあるマンダレイ・ベイ・ホテル&カジノにてポーリー・アヤラ（アメリカ）と王座決定戦を行い、12回判定で勝利し、再びWBC世界フェザー級王座を獲得した。その後は王座を2度防衛し2003年にはWBCから史上初となる名誉王者の第一号者に認定された。その後スーパーフェザー級へと転級した。
2004年2月28日、ヘスス・チャベスを下し、WBC世界スーパーフェザー級王座を獲得。メキシコ人としてはフリオ・セサール・チャベス以来、2人目となる3階級制覇を達成した。
2004年7月31日、IBF同級王者カルロス・エルナンデス（エルサルバドル）とスーパーフェザー級の王座統一戦を行い、3-0(115-113、119-109、119-109)の判定勝ちでIBF世界スーパーフェザー級王座を獲得し2団体統一王者となるがその後IBF王座は防衛せずにすぐに返上した。
同年11月27日、宿敵マルコ・アントニオ・バレラと3階級目でのラバーマッチ。両者とも若干の陰りが見えてきたかと言われる中で、すさまじい打撃と技術の応酬戦となる。序盤から取りつ取られつの譲らない戦いとなるも、結果は0-2の僅差の判定負け。キャリア通算2敗目を喫し、WBC世界スーパーフェザー級王座から陥落した。この試合は2004年度のリングマガジン ファイト・オブ・ザ・イヤーに選出された（2度目）。
2005年3月19日、バレラから金星をあげ、ファン・マヌエル・マルケスとも引き分けるなど一躍スターとなっていたフィリピンの新星マニー・パッキャオと対戦。3-0の判定勝ちを収めWBCインターナショナルスーパーフェザー級王座とIBA世界スーパーフェザー級王座を獲得し、健在ぶりをアピールした。
同年9月10日、4階級目のライト級に階級を上げ、ザヒール・ラヒームと対戦するも0-3（112-116、113-115、110-118）の判定負けで3敗目を喫した。
2006年1月21日、階級をスーパーフェザー級に戻しマニー・パッキャオとの再戦を行うも10回TKO負けとなりキャリア初のKO負けで通算4敗目。同年11月18日にパッキャオとラバーマッチを行うが、序盤のラウンドで計3回ダウンを奪われ3RTKOで連敗し、パッキャオとは1勝2敗と劣勢となりキャリア通算5敗目。試合後の会見では引退をほのめかす発言をした。
2007年8月4日、アメリカ・イリノイ州ローズモントにあるオールステート・アリーナにてメキシコ人初となる4階級制覇への二度目の挑戦と自身の引退を賭けてデビッド・ディアスの持つWBC世界ライト級王座に挑戦し、初回にダウンを奪うが、後半に反撃に遭い、0-3の判定負けで4連敗となる6敗目。試合後に正式に現役引退を表明した。
2010年1月29日、メキシコで会見を開き、現役復帰を表明した。
2010年3月27日、約2年半ぶりの復帰戦で元WBA世界ライト級王者のホセ・アルファロ（ニカラグア）と対戦。12R判定勝利で空位のWBCインターナショナルスーパーライト級王座を獲得した。
2010年9月11日、ウィリー・リモンド（イギリス）と対戦。ボディブローで3度倒し、6RKO勝利で空位のWBC世界スーパーライト級シルバー王座を獲得した。
2010年12月18日、フランシスコ・ロレンソ（メキシコ）と対戦。僅差判定で勝利を収め、WBC世界スーパーライト級シルバー王座の初防衛に成功した。
2011年4月9日、空位となっているWBA暫定スーパーライト級王座をマルコス・マイダナと決定戦という形で対戦。大方の予想はマイダナ勝利という声が多い中、試合は、マイダナが前に出てパンチ振り回し1回終了時点でモラレスの右目はすでに腫れあがり、残るラウンドはほぼ片目だけで戦わなければならないというを状況に追い込まれる。その後も相手の強打を前に後退する場面あったが負けじと打ち合いに応じ、中盤にはマイダナは打ち疲れとなり少し失速した所でモラレスのクリーンヒットが当たり流れを一度引き戻した。終盤は両者ボロボロになりながら打ち合いを続けるが、結局12回まで進み、判定決着となった。判定はジャッジ1人がドローを付け0-2の僅差判定で敗れたもののモラレスにとっては大いに健闘した試合となった。
2011年7月、ティモシー・ブラッドリーの王座剥奪により、王座決定戦のチャンスが舞い込んで来る。ホルヘ・バリオスと決定戦を行う予定だったが、翌月にはバリオスが欠場となり代役としてルーカス・マティセーに変更され一旦はフロイド・メイウェザーvsビクター・オルティス戦のアンダーカードで組まれる事となっていたが、そのマティセーも自らの病気が原因で出場を辞退し二転三転となったが最終的には21歳の若手ホープのパブロ・セサール・カノに落ち着いた。。
2011年9月17日、米国ネバダ州ラスベガスのMGMグランドにおいてパブロ・セサール・カノと王座決定戦を行い、10R終了TKO勝利でWBC世界スーパーライト級王座を獲得。史上11人目、メキシコ人としてホルヘ・アルセに次ぐ2人目の4階級制覇を達成した。
2012年3月24日、テキサス州・ヒューストンでダニー・ガルシア(アメリカ合衆国)とWBC世界スーパーライト級王座の初防衛戦を行うはずだったが、前日の計量でモラレスの体重超過が発覚し、体重計に3回乗っても規定体重に落ちずに王座を剥奪され、ガルシアが勝った場合には王座獲得となるが、モラレスが勝てば王座は空位になるという変則ルールで試合が行われた。試合は終始ガルシアペースで進み、モラレスは11回に決定的なダウンを奪われ、3-0(110-117、109-118、112-116)の大差判定で敗れた。
2012年10月20日、ニューヨーク・ブルックリンのバークレイズ・センターにて、WBA・WBC世界スーパーライト級スーパー王者ダニー・ガルシアとダイレクトリマッチで再戦したが、左フック一撃でダウンを喫しカウント途中でKOを宣告され4回1分23秒KO負けで王座返り咲きに失敗した。試合後会見で「ティフアナに戻りもう一戦してから引退するつもりだ」と話し、次戦を最後に引退することを表明した。
2013年3月22日、ガルシア戦前に尿検査で採取された2つのサンプルから陽性反応が検出されたため米国反ドーピング機関から2年間の出場停止処分が言い渡された。
2013年11月30日、バハ・カリフォルニア州メヒカリのリングに上がりホルヘ・パエス・ジュニアに自身の引退試合の相手としてラブコールを送った。
2014年3月22日、モンテレイでホルヘ・パエス・ジュニアとウェルター級で対戦予定であったがモラレスが練習中に拳を負傷し試合が中止された。

## 戦績
- アマチュアボクシング：114戦108勝6敗
- プロボクシング：61戦52勝(36KO)9敗

## 獲得タイトル
- WBCムンドヒスパノスーパーバンタム級王座
- メキシコスーパーバンタム級王座
- NABF北米スーパーバンタム級王座
- WBC世界スーパーバンタム級王座（防衛9）
- WBC世界フェザー級暫定王座（防衛1）
- WBC世界フェザー級王座（1期目は防衛1、2期目は防衛2=初代名誉王座認定）
- WBC世界スーパーフェザー級王座（防衛1）
- IBF世界スーパーフェザー級王座（防衛0=返上）
- WBCインターナショナルスーパーフェザー級王座
- IBA世界スーパーフェザー級王座
- WBCインターナショナルスーパーライト級王座
- WBC世界スーパーライト級シルバー王座
- WBC世界スーパーライト級王座（防衛0）